# Villa Bouchina
La villa Bouchina est un bâtiment qui se trouve à Doetinchem (Pays-Bas) et qui, pendant la Seconde Guerre mondiale servit de camp pour des Juifs qui jouissaient d'une protection spéciale de l'occupant à cause de leur rôle avant la guerre. L'idée sous-jacente était que des gens qui affichaient leur prétention à être des cas particuliers, se battraient pour leurs droits et accepteraient les règles.
Séjournèrent, entre autres, dans ce camp un dessinateur (Jo Spier) et sa famille, une femme dont le mari se battait pour l'Allemagne sur le front et quelques anciens NSB (Nationaal-Socialistische Beweging, ou Mouvement national-socialiste). En tout le bâtiment fut habité par neuf Juifs. En février 1943, les « Juifs de Mussert » s'installèrent dans le bâtiment et restèrent jusqu'au 21 avril de la même année. Ensuite ils furent déportés vers le camp de concentration de Theresienstadt, où quatre d'entre eux décédèrent.
Il existait deux camps similaires à Barneveld, dans lesquels environ 700 Juifs furent protégés : de Schaffelaar et Huize de Biezen (nl).